# وکتور (زیست‌شناسی مولکولی)

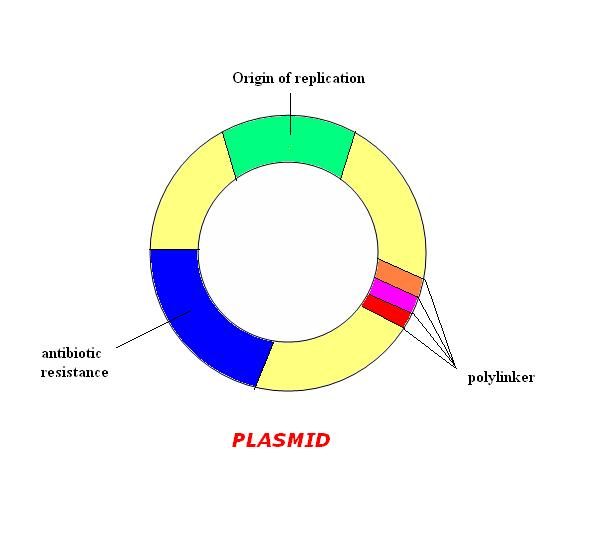
اجزای تشکیل‌دهندهٔ یک پلاسمید

وکتور در زیست‌شناسی مولکولی وسیله‌ای است که برای میان‌گذاری قطعات دی‌ان‌ای بیگانه در ژنوم سلول میزبان به کار می‌رود. برای نمونه اگر سلول میزبان باکتری باشد می‌توان از وکتورهایی همچون فاژ، کروموزوم مصنوعی، پلاسمید، یا هیبرید این‌ها بهره‌برد. برحسب کاربرد، وکتورها به انواع مختلفی تقسیم می‌شوند. دو نوع متداول آن عبارت‌اند از وکتورهای کلونینگ و وکتورهای بیانگر. از ویژگی‌های عمومی تمامی وکتورها، پایداری آن‌ها در سلول میزبان است. وکتورها عموماً توانایی همانندسازی مستقل در سلول میزبان را دارند، به‌طوری‌که دارای محل آغاز همانندسازی قابل شناسایی برای سامانهٔ سلول میزبان بوده و در سلول میزبان پایدار هستند.

## وکتورهای کلونینگ
وکتورهای کلونینگ برای کلون کردن و تکثیر کاربرد دارند و از منابع انرژی سلول میزبان برای همانندسازی خود استفاده می‌کند.

## وکتورهای بیانگر

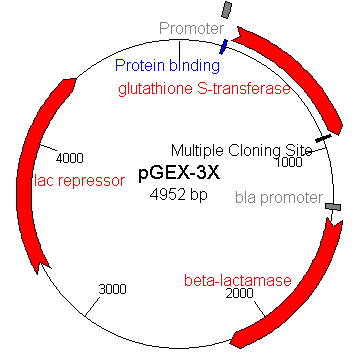
pGEX یکی از انواع وکتورهای بیانگر که برای بیان پروتئین‌ها در باکتری به‌کار می‌رود. این وکتور سبب اتصال یک برچسب GST به پروتئین می‌شود.

وکتورهای بیانگر، علاوه بر نگهداری و تکثیر قطعات دی‌ان‌ای برای بیان ژن‌ها به کار برده می‌شوند. بردارهای مزبور دارای پروموترهای مناسب، جایگاه اتصال ریبوزوم (RBS)، کدون آغاز ترجمه و توالی پایان رونویسی هستند که در فاصلهٔ معینی در اطراف ژن کلون‌شده قرار گرفته و ایجاد یک چارچوب خوانش باز (ORE) درخور برای ژن می‌نمایند. به ناحیه‌ای که این اجزا را در برمی‌گیرد کاست گفته می‌شود.

## وکتورهای یوکاریوتی و پروکاریوتی
بسته به نوع میزبانی که ژن مورد نظر در آن تکثیر یا بیان می‌شود، نوع وکتور و پروموتر به کار رفته متفاوت خواهد بود. خصوصیات عمومی بردارهای یوکاریوتی و پروکاریوتی مشابه‌است. اما این بردارها در برخی خواص با هم تفاوت دارند. جایگاه‌های آغاز همانندسازی، رونویسی و توالی‌های تنظیمی هر وکتور باید به گونه‌ای باشد که برای سیستم آنزیمی میزبان قابل شناسایی باشد. به عبارت دیگر، جایگاه اتصال ریبوزومِ (RBS) وکتورهای بیان ژن یوکاریوتی، توسط ریبوزوم‌های یوکاریوتی و ریبوزوم‌های پروکاریوتی توسط ریبوزوم‌های پروکاریوتی شناسایی می‌شوند.